# Provinciale Stoombootdiensten in Zeeland
De Provinciale Stoombootdiensten in Zeeland (PSD) was de organisatie waarmee Gedeputeerde Staten van Zeeland tussen 1866 en 2003 veerdiensten op de Wester- en Oosterschelde en het Veerse Meer exploiteerden. Jarenlang waren de veerdiensten van de PSD de belangrijkste schakel in het vervoer in Zeeland, omdat de provincie uit veel eilanden bestaat. Door de aanleg van bruggen, dammen en uiteindelijk de Westerscheldetunnel raakten de veerdiensten overbodig en werd de PSD op 15 maart 2003 opgeheven.

## Geschiedenis
Al vanaf 22 mei 1828 vond een geregelde veerdienst plaats tussen Vlissingen, Breskens en Terneuzen. Ook andere plaatsen werden aangedaan door particuliere diensten onder pacht van de Provincie Zeeland. Op 1 april 1866 namen Gedeputeerde Staten van Zeeland de exploitatie van de diensten zelf in handen: de oprichting van de PSD was een feit.
Aanvankelijk exploiteerde de Provincie Zeeland alleen diensten over de Westerschelde en was de naam van de organisatie Provinciale Stoombootdienst op de Westerschelde. Vanaf 1912 nam de Provincie Zeeland ook diensten op de Oosterschelde over, waarvoor een afzonderlijke organisatie werd ingesteld onder de naam Provinciale Stoombootdienst op de Oosterschelde. Tijdens de Tweede Wereldoorlog werden de diensten samengebracht in één organisatie onder de naam Provinciale Stoombootdiensten in Zeeland en werd ook de afkorting PSD steeds vaker gebruikt.

## Verbindingen
In de 137 jaar die de PSD uiteindelijk bestond onderhield zij onder andere de volgende verbindingen:
| Water         | Verbinding                 | Periode     |
| ------------- | -------------------------- | ----------- |
| Westerschelde | Vlissingen – Breskens      | 1866 – 2003 |
| Westerschelde | Terneuzen – Hoedekenskerke | 1866 – 1972 |
| Westerschelde | Hansweert – Walsoorden     | 1905 – 1943 |
| Westerschelde | Kruiningen – Perkpolder    | 1943 – 2003 |
| Veerse Meer   | Veere – Kamperland         | 1924 – 1961 |
| Veerse Meer   | Kortgene – Wolphaartsdijk  | 1913 – 1960 |
| Oosterschelde | Kats – Zierikzee           | 1912 – 1965 |

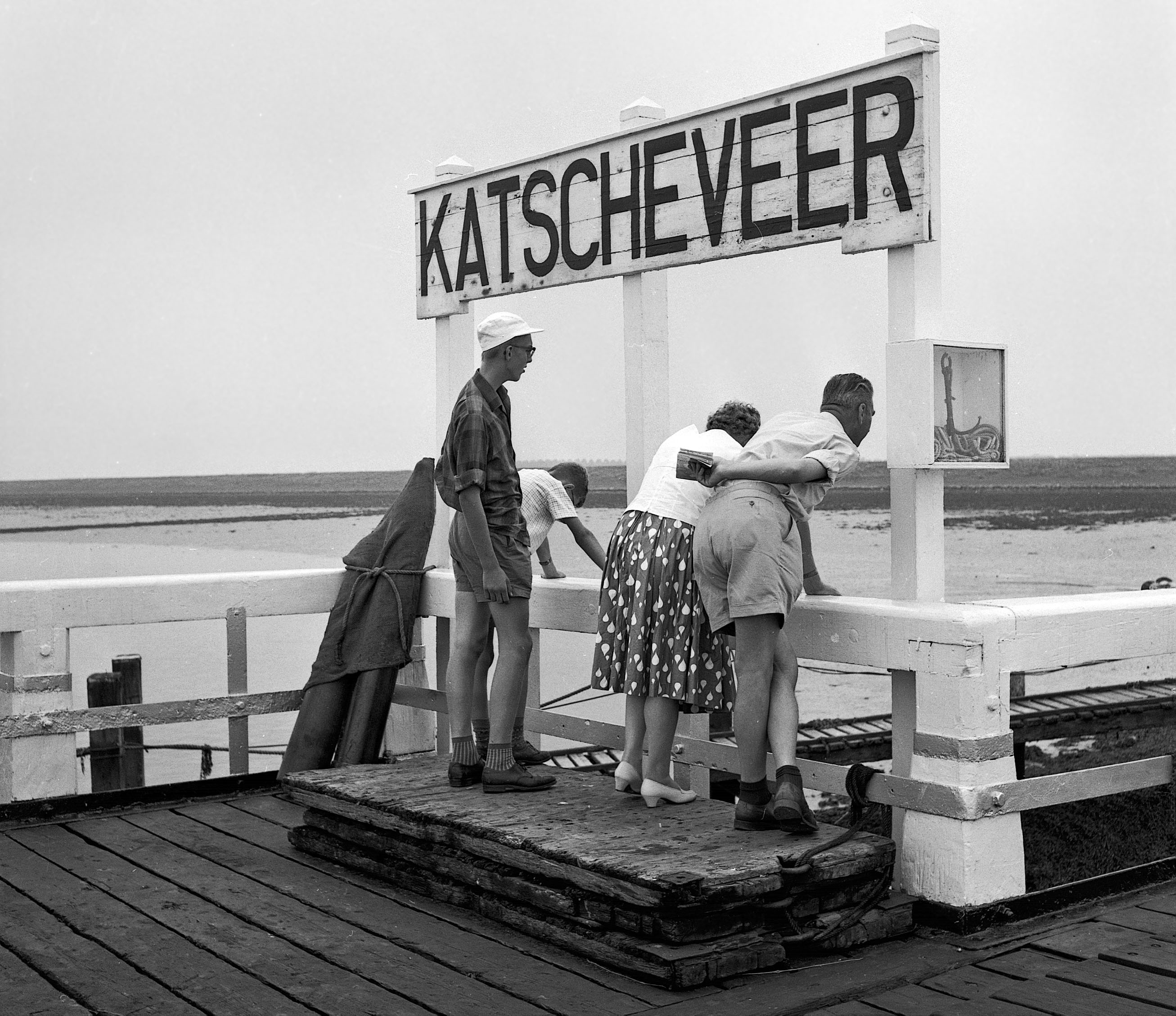
De PSD-steiger van Katscheveer. Hier vertrok de veerboot naar Zierikzee.

 Verschillende veerdiensten werden in de loop der tijd verlegd, door de aanleg van nieuwe veerhavens of dammen. De veerdienst over de Oosterschelde voer, toen deze door de provincie Zeeland werd overgenomen in 1912, vanuit Middelburg. In 1923 kwam Middelburg te vervallen en vervangen door een busdienst. De beginhaven werd Kortgene (Noord-Beveland), vervolgens in 1941 Katscheveer op Zuid-Beveland. Door de aanleg van de Zandkreekdam kon de dienst op Zierikzee vanaf 1961 worden ingekort tot Kats op Noord-Beveland. Als laatste werd een nieuwe veerhaven aangelegd bij Zierikzee, waardoor de veerboot niet meer het havenkanaal hoefde te passeren.
Dit is een van de vele voorbeelden van hoe de PSD-veerdiensten veranderden door de aanleg van dammen of door verbeterde vervoersmogelijkheden zoals de autobus. Soms werden ook nieuwe veerhavens aangelegd, naast de veerhaven bij Zierikzee werden in Kruiningen en Perkpolder geheel nieuwe veerhavens aangelegd. Hierdoor werd de veerdienst Hansweert-Walsoorden vervangen door de veerdienst Kruiningen-Perkpolder toen deze nabijgelegen havens waren afgerond.
Vanaf 1972 bestonden er nog twee PSD-veerdiensten, namelijk Vlissingen-Breskens en Kruiningen-Perkpolder. Deze veerdiensten waren sterk gemoderniseerd en men kon vanaf 1986 op beide diensten gebruikmaken van dubbeldeksveerboten. Op het onderste rijdek was plaats voor vrachtwagens en auto's, het bovenste autodek was alleen geschikt voor personenauto's. De capaciteit van deze schepen was ruim 200 voertuigen en 1000 personen. De PSD heeft in totaal vijf dubbeldeksveerboten in haar vloot gehad.

## Vloot
In 1866 opereerde de PSD met de houten raderstoomboten De Schelde, Stad Vlissingen No. 1 en de raderstoomboot Zeeland. Deze "Zeeland" was geen zeewaardig schip en op een proefvaart sprak een Zeeuws statenlid dat 'men zou nauwelijks een geit mede durven overzenden'. De eerste lijnen van de PSD liepen van Vlissingen naar Breskens, en Vlissingen over Terneuzen naar Hoedekenskerke. Een jaar later werden ook Borssele en Walsoorden in de dienstregeling opgenomen.
 In 1928 werden in Vlissingen en Breskens de eerste aanleginrichtingen voor koplading in gebruik genomen, samen met de eerste kopladingsveerboot van de PSD: de Koningin Wilhelmina. Een kopladingsschip is een Roll-on-roll-offschip, dat wil zeggen dat je met de auto op kunt rijden om via de andere zijde het schip weer te verlaten aan de overkant. Voor de oorlog nam de PSD drie kopladers in de vaart. Ook werd er geïnvesteerd in schepen voor de secundaire veerdiensten. Dit werden drie moderne dieselmechanische zijladingsveerboten met capaciteit voor een aantal auto's. Het schip Oosterschelde is hier een goed voorbeeld van.
In de meidagen van 1940 werden veel PSD-veerboten tot zinken gebracht in de haven van Breskens. De Franse troepen die in Zeeland hielpen met de verdediging besloten naar het zuiden te vluchten en maakten daarbij gebruik van onder meer veerboten. Om te voorkomen dat de schepen in Duitse handen zouden vallen, werden de schepen vernietigd in de haven. In 1944 zonken ook een paar veerboten, maar dan in Vlissingen om de haveningang voor de geallieerden te versperren.
Tussen 1958 en 1964 kwamen de drie enkeldeksveerboten in de vaart, de Prinses Beatrix, Prinses Irene en Prinses Margriet. Omdat de scheepsnamen allemaal met het woord prinses begonnen, werden de schepen door de Zeeuwen de "Prinsessenboten" genoemd. Meer dan twintig jaar lang zouden dit de werkpaarden tussen Vlissingen en Breskens blijven.
In 1968 en 1970 kwamen de Prinses Christina en Prins Willem-Alexander – de eerste twee dubbeldeksveerboten in Nederland – in de vaart op de lijn Kruiningen-Perkpolder. In 1985 werden de veerhavens van Vlissingen en Breskens aangepast om ook daar dubbeldeksboten te kunnen afhandelen. Er werden nog drie extra dubbeldekkers aan de vloot toegevoegd na 1970, namelijk de Prinses Juliana (1986), de Koningin Beatrix (1993) en de Prins Johan Friso (1997). De laatste veerboot heeft maar zes jaar gevaren voor de PSD, totdat in 2003 de Westerscheldetunnel werd geopend.
Hieronder is een incomplete vlootlijst opgenomen:
| Naam                   | Bouwjaar | In dienst | Afgevoerd | Huidige Naam + Land/status                           |
| ---------------------- | -------- | --------- | --------- | ---------------------------------------------------- |
| Schouwen               | 1912     | 1912      | 1940      | Gesloopt                                             |
| Noord Beveland         | 1912     | 1912      | 1933      | Gesloopt                                             |
| Zuidvliet              | 1914     | 1914      | 1963      | Zuidvliet (Zierikzee)                                |
| Luctor et Emergo       | 1915     | 1915      | 1940      | Gesloopt                                             |
| Zeeuwsch-Vlaanderen    | 1915     | 1915      | 1933      | Gesloopt                                             |
| Zandkreek              | 1926     | 1926      | 1961      | Gedeeltelijk gezonken, ankerplaats (nabij Kessenich) |
| Moerdijk               | 1928     | 1946      | 1953      | Gesloopt                                             |
| Willemsdorp            | 1930     | 1946      | 1953      | Gesloopt                                             |
| Dordrecht              | 1933     | 1946      | 1972      | Gesloopt (Malta)                                     |
| Koningin Wilhelmina    | 1927     | 1927      | 1960      | Gesloopt                                             |
| Prinses Juliana        | 1931     | 1931      | 1944      | Gezonken en gesloopt                                 |
| Prins Hendrik          | 1932     | 1932      | 1968      | Gesloopt (Malta)                                     |
| Oosterschelde          | 1933     | 1933      | 1972      | Willem-Jan (Zwolle)                                  |
| Prins Willem 1         | 1933     | 1933      | 1972      | Gesloopt                                             |
| Koningin Emma          | 1933     | 1933      | 1968      | Estrella (Scheveningen)                              |
| Koningin Juliana       | 1949     | 1949      | 1986      | Gesloopt (India)                                     |
| Prins Bernhard         | 1950     | 1950      | 1986      | Gesloopt (Turkije)                                   |
| Noord-Beveland         | 1951     | 1951      | 1968      | Onbekend                                             |
| Prinses Beatrix        | 1958     | 1958      | 1994      | Gesloopt (China)                                     |
| Prinses Irene          | 1960     | 1960      | 1988      | Gesloopt (India)                                     |
| Prinses Margriet       | 1964     | 1964      | 1996      | SMS Kartanegara (Indonesië)                          |
| Prinses Christina      | 1968     | 1968      | 2003      | Gesloopt (Turkije)                                   |
| Prins Willem-Alexander | 1970     | 1970      | 2003      | Gesloopt (Turkije)                                   |
| Prinses Juliana        | 1986     | 1986      | 2003      | Amedeo Matacena (Italië)                             |
| Koningin Beatrix       | 1993     | 1994      | 2003      | Tremestieri (Italië)                                 |
| Prins Johan Friso      | 1997     | 1997      | 2003      | Acciarello (Italië)                                  |

## Tarieven
Voor de overtocht met een van de PSD-boten gold een tarief per voertuig en per persoon. In het zomerseizoen golden hogere tarieven. Inwoners van Zeeuws-Vlaanderen konden tegen betaling van jaarlijkse leges een stamkaart op naam krijgen waarmee zij zelf zonder kosten, en de auto tegen een gereduceerd tarief overgezet werden.
Kort na de Tweede Wereldoorlog werd het vervoer kosteloos gemaakt, maar in 1950 werden alweer tarieven ingevoerd. Dit leidde onder het motto: "vrije veren" tot grote protesten vanuit Zeeuws-Vlaanderen. De tarieven bleven echter gehandhaafd.
Gedurende een aantal jaren (begin jaren 1990) was de overtocht voor voetgangers en ander langzaam verkeer volledig kosteloos gemaakt. Dit leidde met name op de lijn Vlissingen-Breskens in het zomerseizoen tot zoveel aandacht dat de maatregel weer teruggedraaid moest worden. Veel toeristen zagen de overtocht als een gratis mini-cruise en verlieten de boot bij aankomst aan "de overkant" niet, maar bleven aan boord voor de terugreis. Ook vanuit veiligheidsoogpunt leverde deze drukte een niet-wenselijke situatie op.
De tarieven voor een overtocht gingen in de laatste jaren van bestaan van de PSD fors omhoog. Ter indicatie van het tarief; in 2002 (het laatste volledige jaar) kostte een enkele overtocht van een personenauto €6,60 in het winter- en €9,10 in het zomerseizoen. Met een abonnement (via een systeem met waardekaarten) waren de kosten in het lage tarief €2,70, en voor inwoners van Zeeuws-Vlaanderen €2,22.

## Opheffing en omzetting
In 2003 viel het doek voor de PSD. Op 14 maart werd de Westerscheldetunnel geopend. De veerdienst Kruiningen-Perkpolder werd per direct opgeheven. Op zondag 16 maart 2003 voer de dubbeldeksveerboot Prins Willem-Alexander van de lijn Kruiningen-Perkpolder over de Westerschelde naar Vlissingen om daar de verkoop af te wachten. Met de opheffing vervielen 220 arbeidsplaatsen.
De verbinding Vlissingen-Breskens werd omgezet in een fiets- en voetveer, waarvan de aanbesteding werd gewonnen door BBA Fast Ferries. In 2008 werd de dienst overgenomen door Veolia Transport Fast Ferries en tegenwoordig is 
Westerschelde Ferry BV de exploitant. Tot 2 mei 2004 werd gevaren met de oude schepen maar dan zonder dat het autodek en de restauratie werden gebruikt. Door het grote schip was deze exploitatie erg duur. In de tussentijd werden de fuiken aangepast aan de nieuwe schepen en sindsdien wordt gevaren met twee SWATH's, de "Prins Willem-Alexander" en de "Prinses Máxima", die eigendom zijn van de provincie Zeeland en aan de concessiehouder worden verhuurd.
De oude veerboten werden verkocht aan Italiaanse rederijen. De Koningin Beatrix (nu: Tremestieri) en de Prins Johan Friso (nu: Acciarello) onderhouden de veerdienst tussen Villa San Giovanni op het Italiaanse vasteland en de stad Messina op Sicilië. De Prinses Christina (nu: Ladies Matacena) en de Prins Willem Alexander (nu: Athos Matacena) hebben in Italië niet veel gevaren. Eind 2012 zijn de Athos Matacena (Prins Willem-Alexander) en Ladies Matacena (Prinses Christina) door sleepboten naar Aliaga (Turkije) gesleept waar ze in januari 2013 zijn gesloopt. De werfplaten van de twee eerste dubbeldeksveerboten van de PSD zijn door de Werkgroep PSDnet.nl gered van de sloop en terug naar Zeeland gehaald. De Prinses Juliana (nu: Amedeo Matacena) ligt in Reggio di Calabria en is opgelegd. In augustus 2011 ging het gerucht dat de voormalige Prinses Juliana (Amedeo Matacena) toegevoegd zal worden aan de Prins Johan Friso (Accarello), en de Koningin Beatrix (Tremestiri) op de dienst Messina - San Giovanni, dat bleek uiteindelijk niet waar.

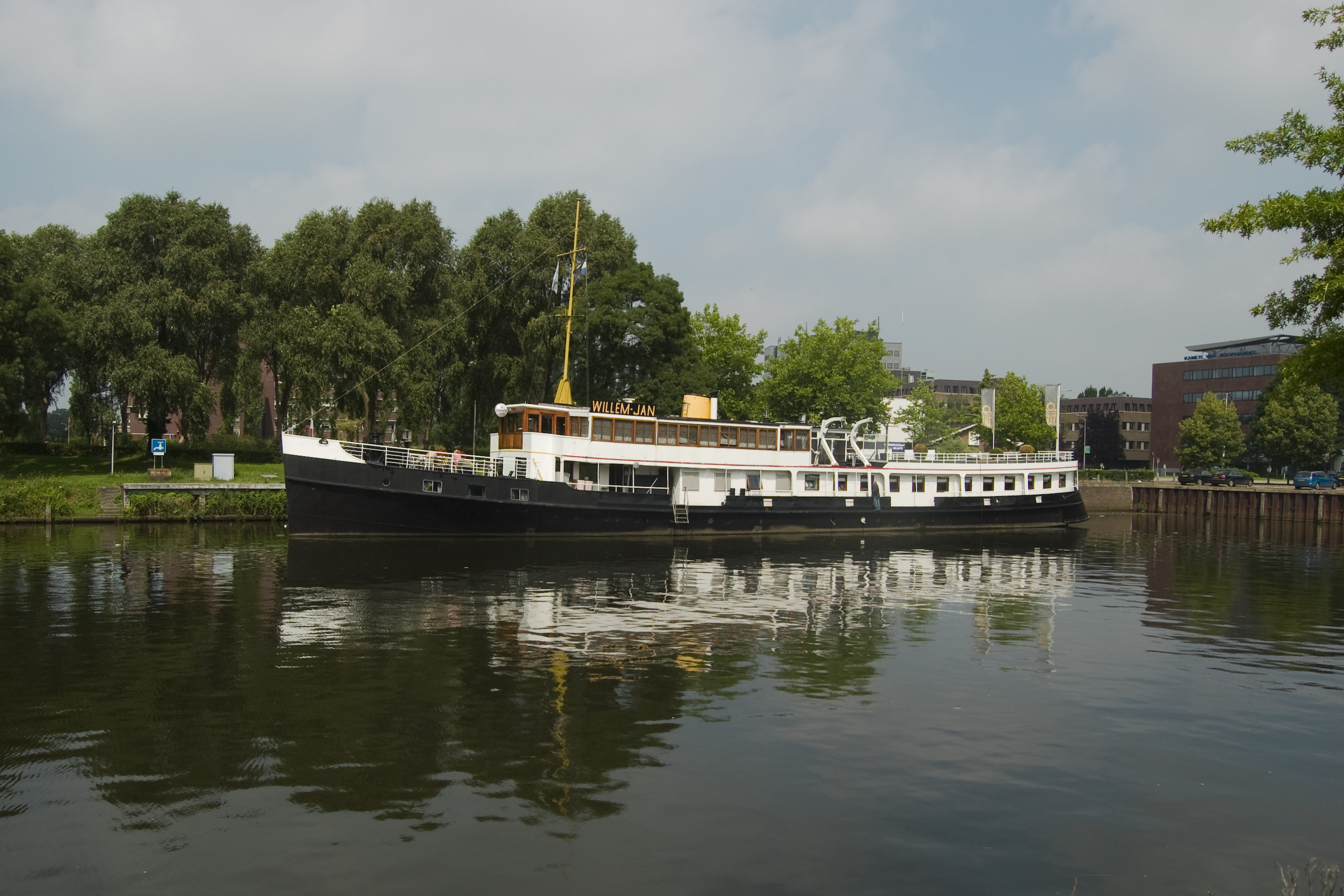
De voormalige PSD-veerboot Oosterschelde in Zwolle

In Nederland bestaan nog drie voormalige veerboten van de PSD, namelijk de Koningin Emma in Scheveningen, de Zuidvliet in Zierikzee en de Oosterschelde in Zwolle. In Zeeland wordt geprobeerd het laatste schip terug naar de provincie te halen om te bewaren voor het nageslacht.
De Zandkreek werd, met de opening van de Zandkreekdam in 1960, overbodig gemaakt en door de PSD in 1961 afgestoten. Het schip deed daarna nog enige tijd dienst als kraanschip. Gedacht werd dat het schip in de jaren 70 was gesloopt, maar het schip werd in 2024 teruggevonden in een grindgat nabij Kessenich. Aldaar functioneert het als ankerplaats. Het schip zonk gedeeltelijk door de neerslag in het voorjaar van dat jaar, maar pogingen om het schip te lichten mislukten echter. Een nieuwe wordt in het voorjaar van 2025 gedaan.

## Trivia
- Zeker toen de Prinsessenboten nog op de lijn Vlissingen-Breskens voeren bleef dit veer bij slechte omstandigheden veel langer in de vaart dan de dubbeldeksboten tussen Kruiningen en Perkpolder. Tot windkracht negen voeren de enkeldekkers door.